# Oologia

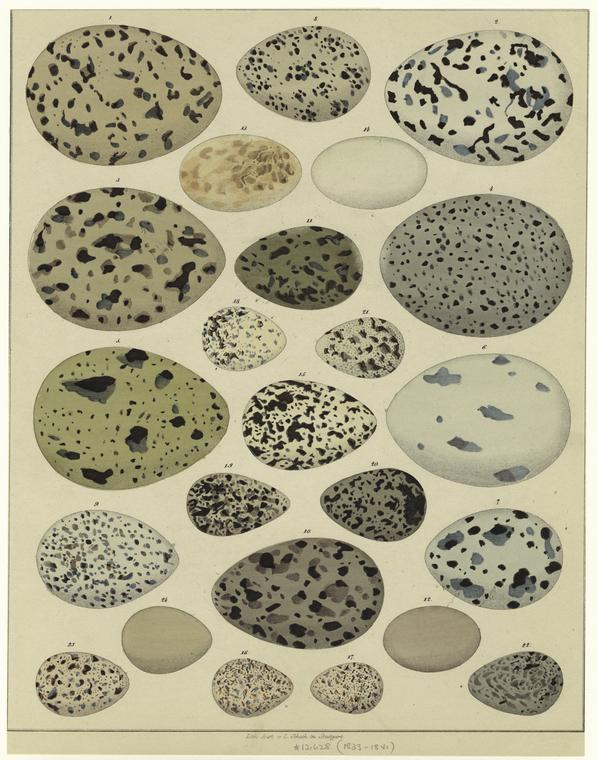
Ilustração do século XIX que mostra os ovos de várias espécies de aves

A oologia é o ramo da zoologia que estuda os ovos, em especial os ovos das aves. O termo também se aplica ao colecionismo de ovos de aves selvagens.

## História
A oologia foi-se desenvolvendo como atividade no Reino Unido e Estados Unidos a partir da década de 1800. A observação de aves à distância era difícil devido à fraca qualidade dos binóculos da época, por isso era mais prático disparar sobre as aves ou recolher os seus ovos. Enquanto a recolha de ovos de aves silvestres por parte dos colecionadores era considerada como respeitável atividade científica no século XIX e princípios do século XX, a partir de meados do século XX começou a considerar-se cada vez mais como hobby, mais que como disciplina científica. A recolha de ovos era ainda popular na década de 1900, apesar de o valor científico ter começado a ser menos importante.
Dado que a legislação (como a de proteção de aves silvestres de 1954 no Reino Unido) tornou impossível recolher ovos legalmente, a prática da recolha de ovos transformou-se numa atividade ilegal no Reino Unido e outros países.